# Schortens
Schortens (Nederduits: Schörtens) is een stad en zelfstandige gemeente in de Duitse deelstaat Nedersaksen. Schortens maakt deel uit van de Landkreis Friesland. Het is na Varel de grootste stad in Friesland en ligt ruim 6 kilometer van Jever. Schortens telt 20.483 inwoners.

## Geografie

### Topografie
Schortens ligt in het historische Jeverland op het Oost-Friese schiereiland, aan de rand van de kleigrond. Talrijke dorpen, bijvoorbeeld de huidige dorpen Accum en Schoost, liggen op geestgronden. Daartussen lagen vroeger brede veen- en heidegebieden. Het stadsdeel Schoost ligt aan het Upjeversche Tief, een riviertje dat in de Maade stroomt. Aan deze rivier liggen de stadsdelen Roffhausen en Middelsfähr.

### Buurgemeenten
Schortens grenst in het noordwesten aan de stad Jever, in het noorden aan de gemeente Wangerland, in het oosten aan de stad Wilhelmshaven, in het zuiden aan de gemeente Sande en in het zuidwesten aan de gemeente Friedeburg, die bij het Landkreis Wittmund hoort.

### Plaatsen in de gemeente
De gemeente kent de volgende 12 Stadtteile.
Het stadscentrum (ruim 14.000 inwoners) bestaat uit:
- Oud-Schortens (ruim 2.400 inwoners)
- Heidmühle (ruim 8.500 inwoners)
- Ostiem
- Oestringfelde (ruim 1.600 inwoners)

Daaromheen liggen 8 als Stadtteil geldende dorpen:
- Accum (ruim 1.000 inwoners)
- Addernhausen
- Grafschaft (ruim 1.500 inwoners)
- Middelsfähr (ruim 1.100 inwoners)
- Roffhausen (ruim 900 inwoners)
- Schoost (ruim 150 inwoners)
- Sillenstede (ruim 2.200 inwoners)
- Upjever

## Geschiedenis
De eerste tekenen van een vestiging in het huidige stadsgebied dateren uit de vijfde eeuw. Schortens was toen weliswaar nog geen structurele eenheid, maar er waren kleinere dorpen en enkele boerderijen. De administratieve eenheden waren de kerspelen die zich voor het grootste deel rond de geografische grenzen concentreerden. Na de bouw van de St.-Stephanuskerk in 1153 groeide het huidige stadscentrum tot het kerkelijke centrum van de hele omgeving. Ook het nabije klooster Oestringfelde dat in de middeleeuwen bovenregionaal bekend was, ondersteunde deze ontwikkeling. In 1158 wordt de naam Schortens voor het eerst vermeld. In deze tijd hoorde Schortens bij de Friese gouw Ostringen. In de veertiende eeuw ontstonden uit de voormalige gouwen verschillende erfelijke dynastieën van hoofdelingen. Het Jeverland met onder meer Schortens was onder het bestuur van Edo Wiemken en zijn afstammelingen. (zie ook Magna Frisia)
In de middeleeuwen was Schortens vooral bekend om zijn paardenfokkerijen. Daarvandaan komt ook het wapendier - een rood paard op een witte grond. Paarden speelden altijd een grote rol in de geschiedenis van de stad. Er zou ook een wonderpaard in het bezit van het klooster Oestringfelde bestaan hebben, waarmee de eigenaar Jürgen Schemering aan het begin van de achttiende eeuw door heel Europa reisde.
Sinds 1548 hoorde Schortens bij de Bourgondische Kreits van het Heilige Roomse Rijk.

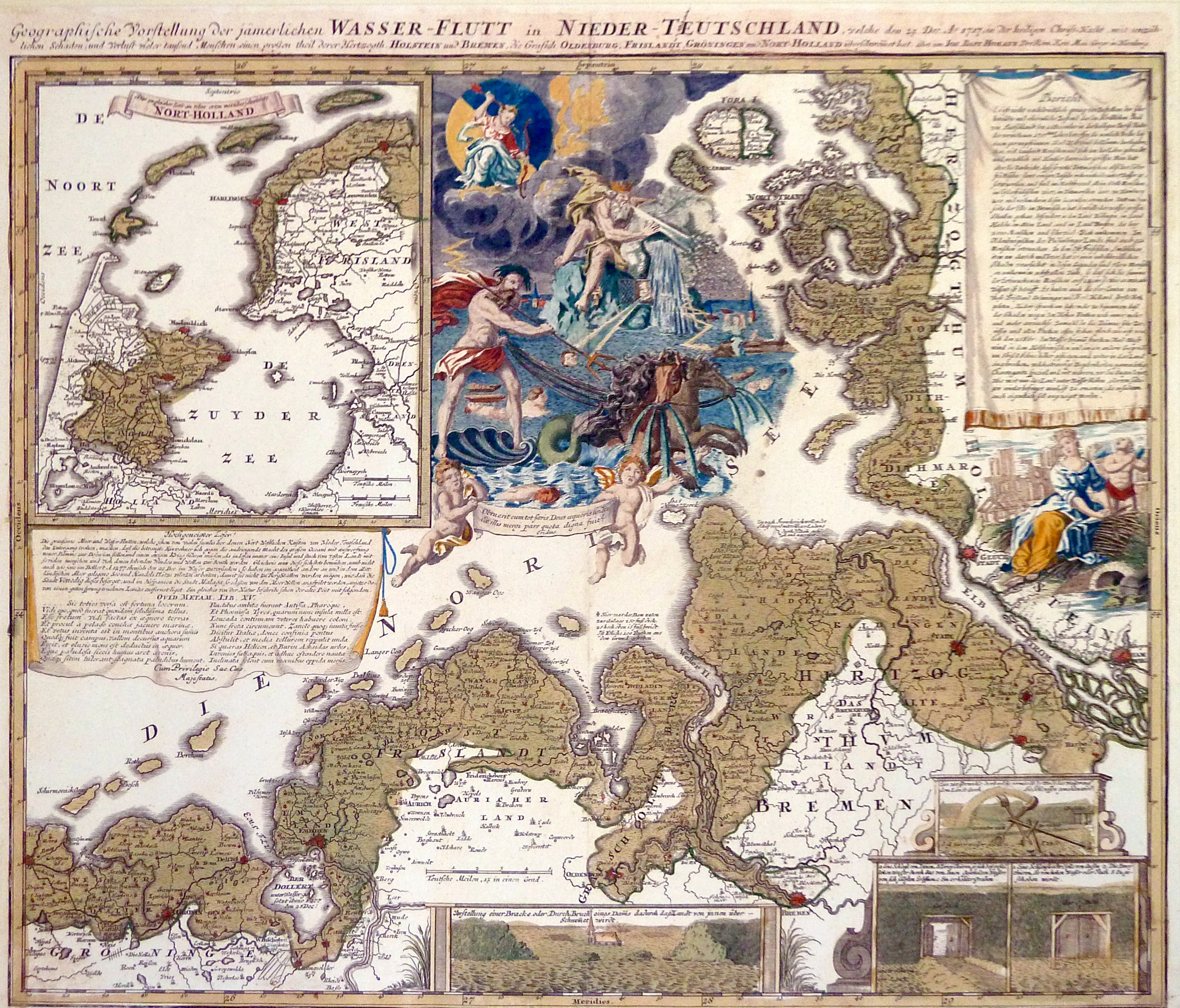
Gekleurde kopergravurekaart van Homann, Nürnberg, rond 1718: Geographische Vorstellung der jämerlichen Wasser-Flutt in Nieder-Teutschland.

In 1717 overleden bij de Kerstvloed in de heerlijkheid Jever in het totaal 1.294 mensen, onder wie 17 uit het kerspel Schortens, 24 uit het kerspel Sillenstede en 25 uit het kerspel Accum. In deze tijd hoorde de heerlijkheid Jever bij Anhalt-Zerbst. Vanaf 1793 kwam ze onder Catharina de Grote bij Rusland.
Napoleon veroverde het gebied rond Jever en Schortens in 1807 en bij de Vrede van Tilsit moest Rusland het gebied afstaan, waarna het gebied bij het koninkrijk Holland werd gevoegd als deel van het departement Oost-Friesland.
Toen vanaf 1786 de eerste burgerlijke administratieve eenheden ontstonden, nam men de grenzen van de kerspelen over. Het kerspel van Schortens vormde dus ook een politieke eenheid en groeide tot de huidige stad. Vanaf de negentiende eeuw vestigden zich steeds meer mensen in Schortens. Dit werd veroorzaakt door de voltooiing van de straatweg Oldenburg - Jever in 1837 en de aanleg van de treinverbinding Sande - Heidmühle - Jever in 1872. Bovendien profiteerde Schortens van de oprichting van Wilhelmshaven als marinebasis.
In de tijd na de Eerste Wereldoorlog steeg in het rustieke Schortens net als in andere Duitse streken de werkloosheid. In 1933 werd Schortens samen met Cleverns, Sande en Sandel tot de Grootgemeente Östringen verenigd. In 1936 werd in de huidige wijk Upjever een luchtmachtbasis, de Fliegerhorst Jever, geopend.
Na de Tweede Wereldoorlog groeide de bevolking opnieuw, doordat meer dan 4.000 ontheemden uit de voormalige gebieden van het Duitse Rijk in het oosten naar Schortens kwamen. Ook de oprichting van de Olympia-schrijfmachinefabriek in de wijk Roffhausen versnelde de bevolkingsgroei. Terwijl Schortens in 1948 maar 8.100 inwoners had, waren het er in 1960 al meer dan 10.000. In het kader van een gemeentelijke herindeling in 1972 gingen de twee gemeenten Schortens en Sillenstede samen.
In 2005 kreeg Schortens stadsrechten en sindsdien is dit een zelfstandige gemeente.

## Wijken

### Oud-Schortens
Voor de eerste keer wordt de naam Schortens in het jaar 1158 vermeld. De bouw van de St.-Stephanus-Kerk werd in hetzelfde jaar voltooid. Deze kerk, de oudste van het Jeverland, is een romaanse kerk, die gebouwd is in de tweede helft van de 12e eeuw. De kerk heeft een doksaal waarop zich afbeeldingen van de profeten bevinden en een altaar met een retabel, waarop de lijdensweg van Christus is afgebeeld.

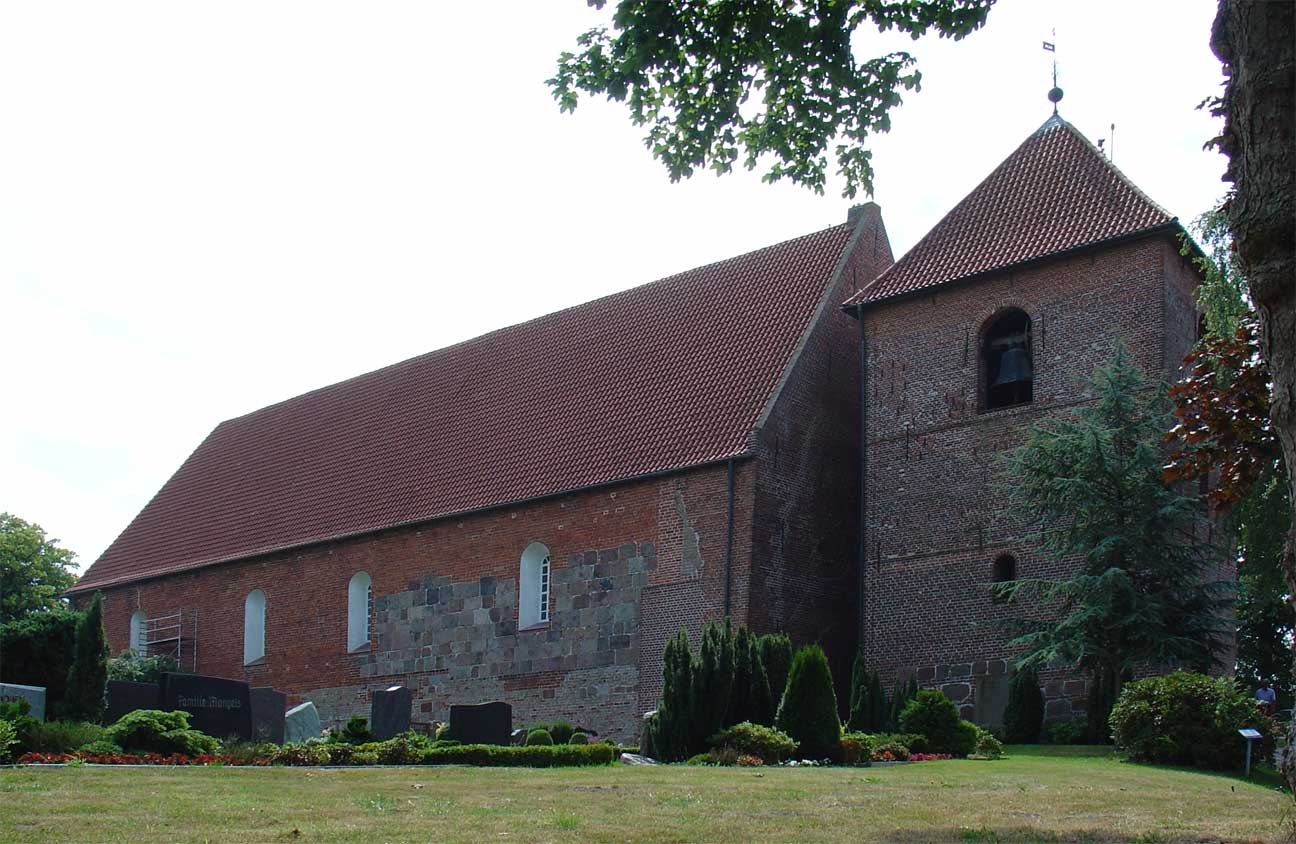
Stefanuskerk van Schortens
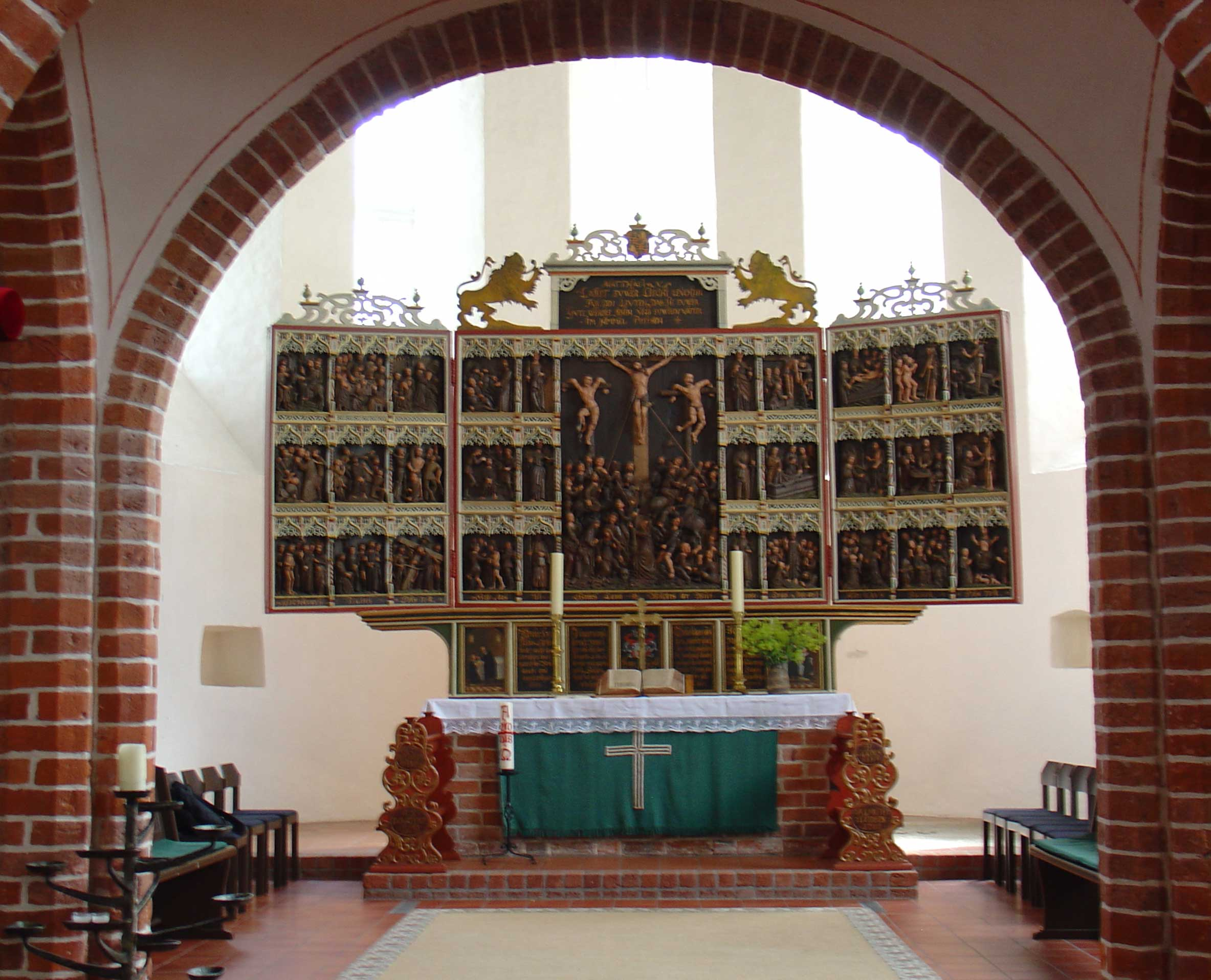
Interieur Stefanuskerk van Schortens
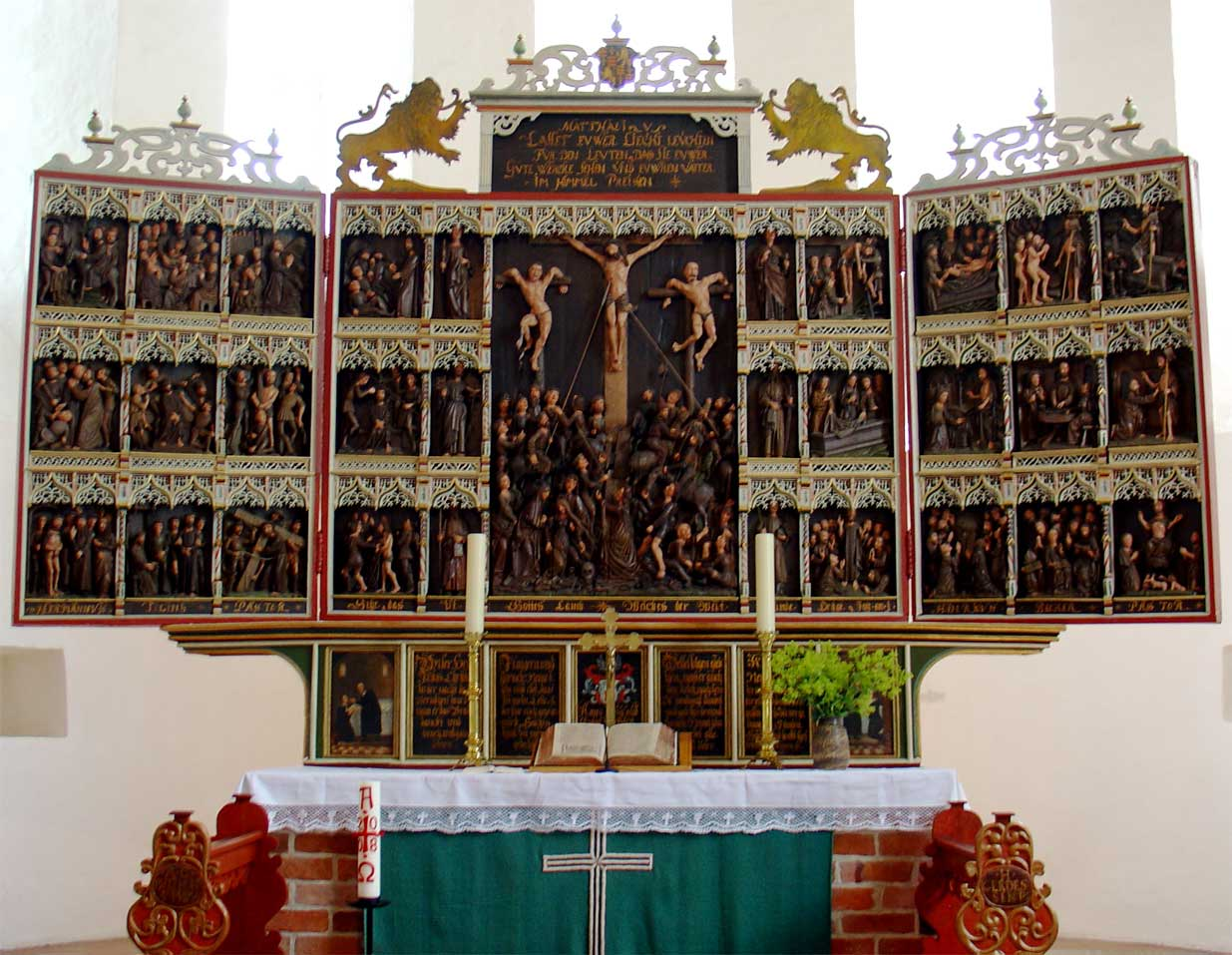
Retabel in de Stefanuskerk van Schortens
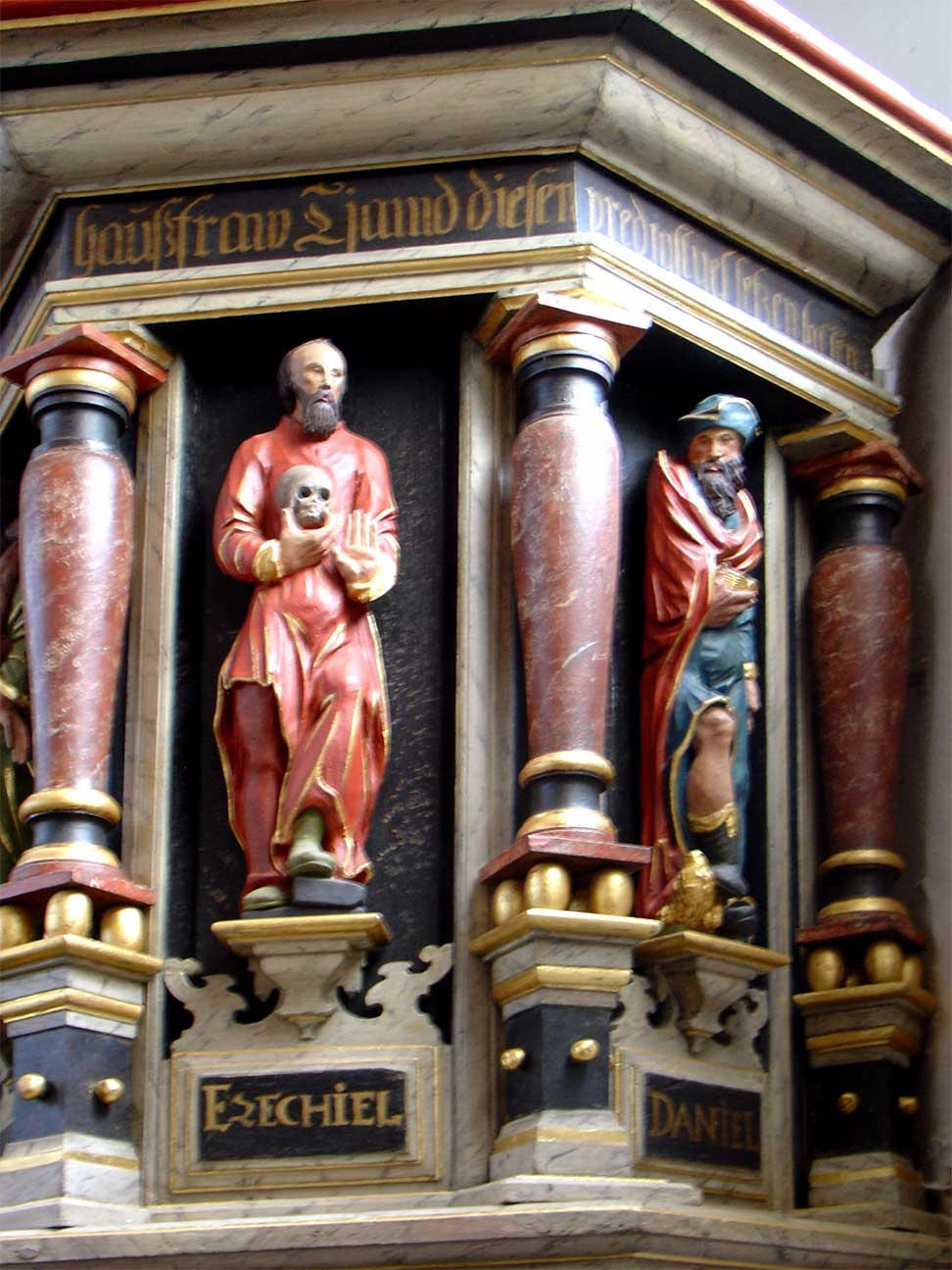
Detail van de preekstoel Stefanuskerk van Schortens

Het centrum van de stad Schortens heeft zich met de bouw van het station naar Heidmühle verplaatst. In Oud-Schortens zijn vandaag de dag nog verschillende horecabedrijven, een basisschool en de enige discotheek van Schortens, de Nachtschicht. Oud-Schortens heeft rond 2.400 inwoners.

### Heidmühle

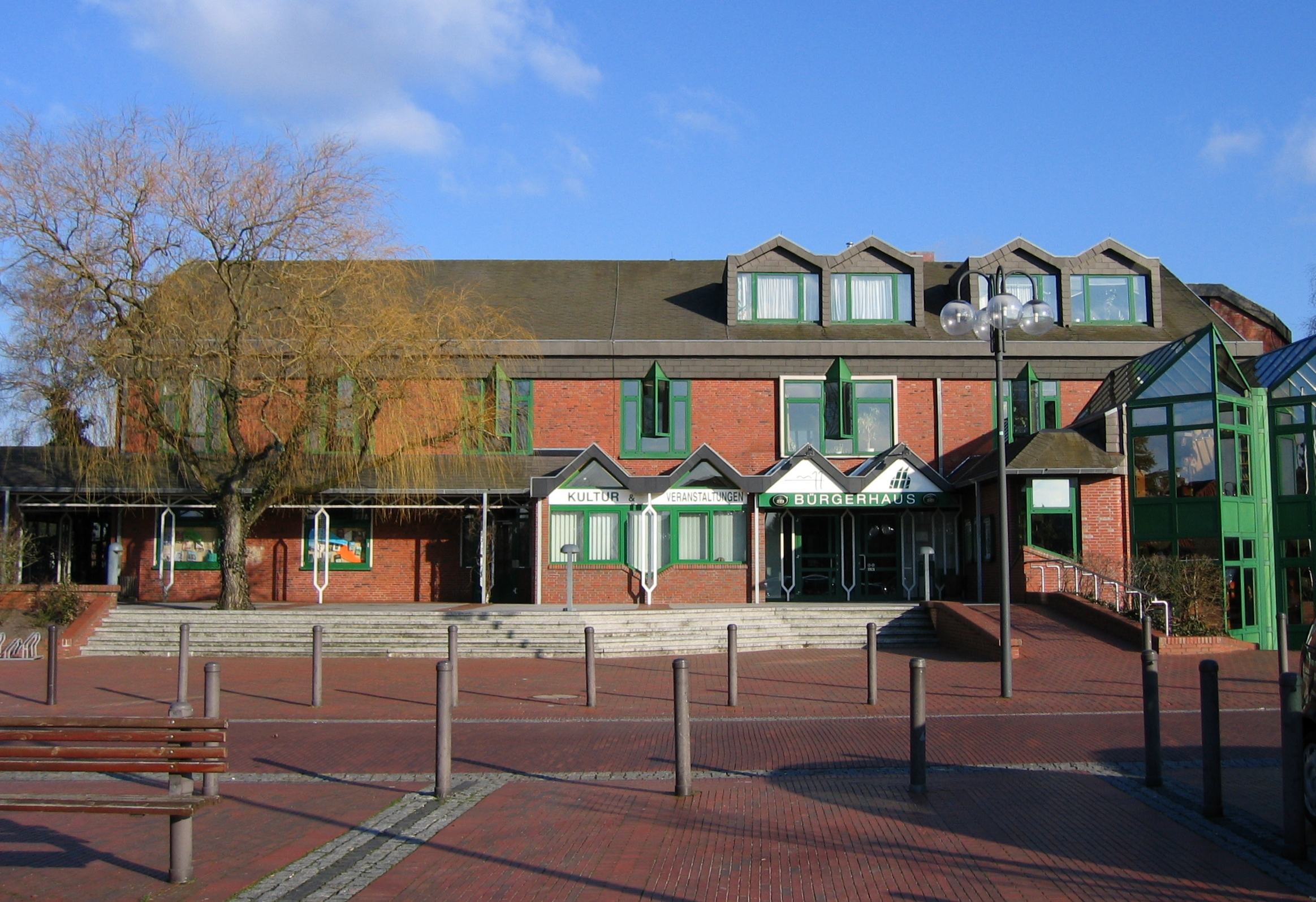
Het Burgerhuis van Schortens met het Rode Plein

Heidmühle ontleende zijn naam aan de heimolen, een windmolen, die in 1561 van Upjever naar daar werd verplaatst. Na de bouw van het station vestigden zich hier veel scheepswerfarbeiders uit Wilhelmshaven, en Heidmühle ontwikkelde zich langzamerhand tot een stadscentrum. In 1910 bouwde men de eerste school, in de jaren dertig het stadhuis. In 1987 werd aan de Menkestraße het Burgerhuis gebouwd, dat tot nu toe het culturele centrum van de stad is. In het gebouw zetelt de stadsbibliotheek met meer dan 25.000 media-eenheden en er is plaats voor meer dan 300 evenementen per jaar. De Menkestraße en de Oldenburger Straße - de winkelstraten en ontmoetingspunten van de stad - liggen in Heidmühle. Ook twee basisscholen en het schoolcentrum aan de Beethovenstraße zijn hier gevestigd. Bovendien maken de administratieve instellingen, zoals politie en het stadhuis, het jeugdcentrum en het station het stadsdeel Heidmühle tot het centrum van Schortens. In de Menkestraße vindt jaarlijks het Oktoberfeest plaats, op de Roter Platz ("Rode Plein") voor het Burgerhuis vindt in december de Kerstmarkt plaats, en de Schortenser Klinkerzauber wordt iedere zomer in de Menkestraße gehouden. Heidmühle heeft 8.500 inwoners.
De naamgevende molen werd in 1913 afgebroken gedemonteerd en verwijderd en aan Apen verkocht.

### Oestringfelde

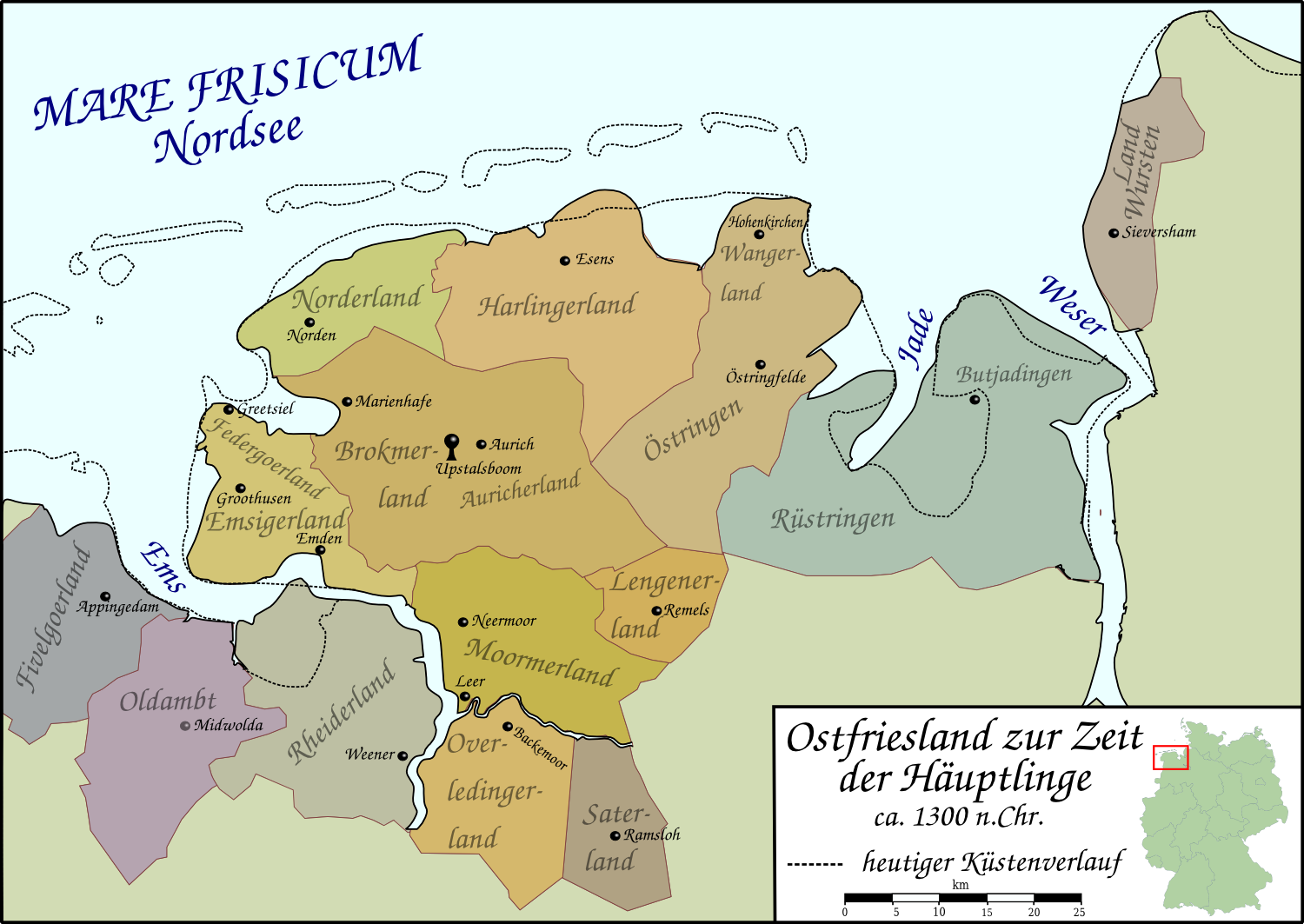
Ostringen rond 1300

Het Oestringer Veld was ooit een uitgestrekt heidelandschap. De naam van het stadsdeel Oestringfelde herinnert hier nog steeds aan. Wellicht was er al in de voorchristelijke tijd een heidense gebedsplaats. Ook in de middeleeuwse twisten tussen de verschillende Friese stammen speelde Oestringfelde een belangrijke rol. Uit dankbaarheid tegenover God bouwden de Ostringers na een gewonnen veldslag in de twaalfde eeuw tegen de Rustringers een prachtige kerk en beloofden „Unser leven vrouwen bilde dorch gans Oestringerland um to dragen“. Naast de kerk ontstond een monnikenklooster.
Over de bouw van de kerk is verder niets bekend. Ze was wellicht van hout gemaakt en brandde in 1272 af. Men begon weliswaar met de heropbouw van de kerk maar de instelling bestond vanaf de veertiende eeuw niet meer. De meeste monniken overleden aan de pest. In 1350 werd het klooster aan een Dominicaanse orde overgedragen en er werd een nonnenconvent ingericht. Daaraan dankt bijvoorbeeld de buurt Jungfernbusch zijn naam. In deze tijd verwierf het klooster een grote bekendheid vanwege de Ostringer paardenfokkerij. Met de reformatie in de zestiende eeuw kwam een eind aan het klooster. Het convent werd in 1577 gesloten, de nonnen mochten echter nog hun hele leven in het klooster wonen. In 1596 overleed de laatste non, Hille Engelken, en de aftakeling van de gebouwen begon. Het enige overblijfsel was de ruïne van de kerktoren. In 1839 kocht Heinrich Georg Ehrentraut voor 10.900 Reichtstaler het gebied en legde groenvoorzieningen rond de ruïne aan. Het zogenoemde Klosterpark staat er vandaag nog.
Het gebied van het huidige Oestringerfelde werd percelen verdeeld, verpacht en langzamerhand bevolkt. Vandaag de dag behoort Oestringerfelde bij het gesloten stadscentrum van Schortens en heeft het rond 1.600 inwoners.

### Ostiem
Ostiem (vroeger ook Ostien) bestaat uit de twee samengegroeide dorpen, Groot- en Klein-Ostiem. Het is op geestgrond gebouwd en ligt aan het kruispunt van de huidige straten B210 en Plaggestraße.

### Sillenstede

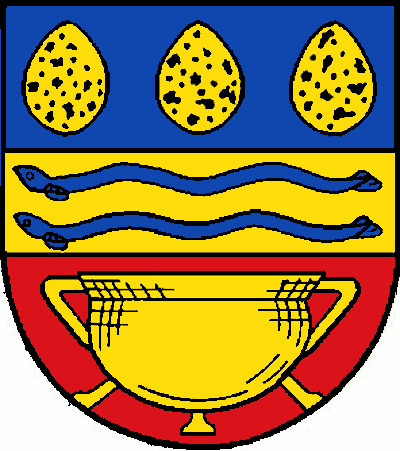
Het wapen van Sillenstede
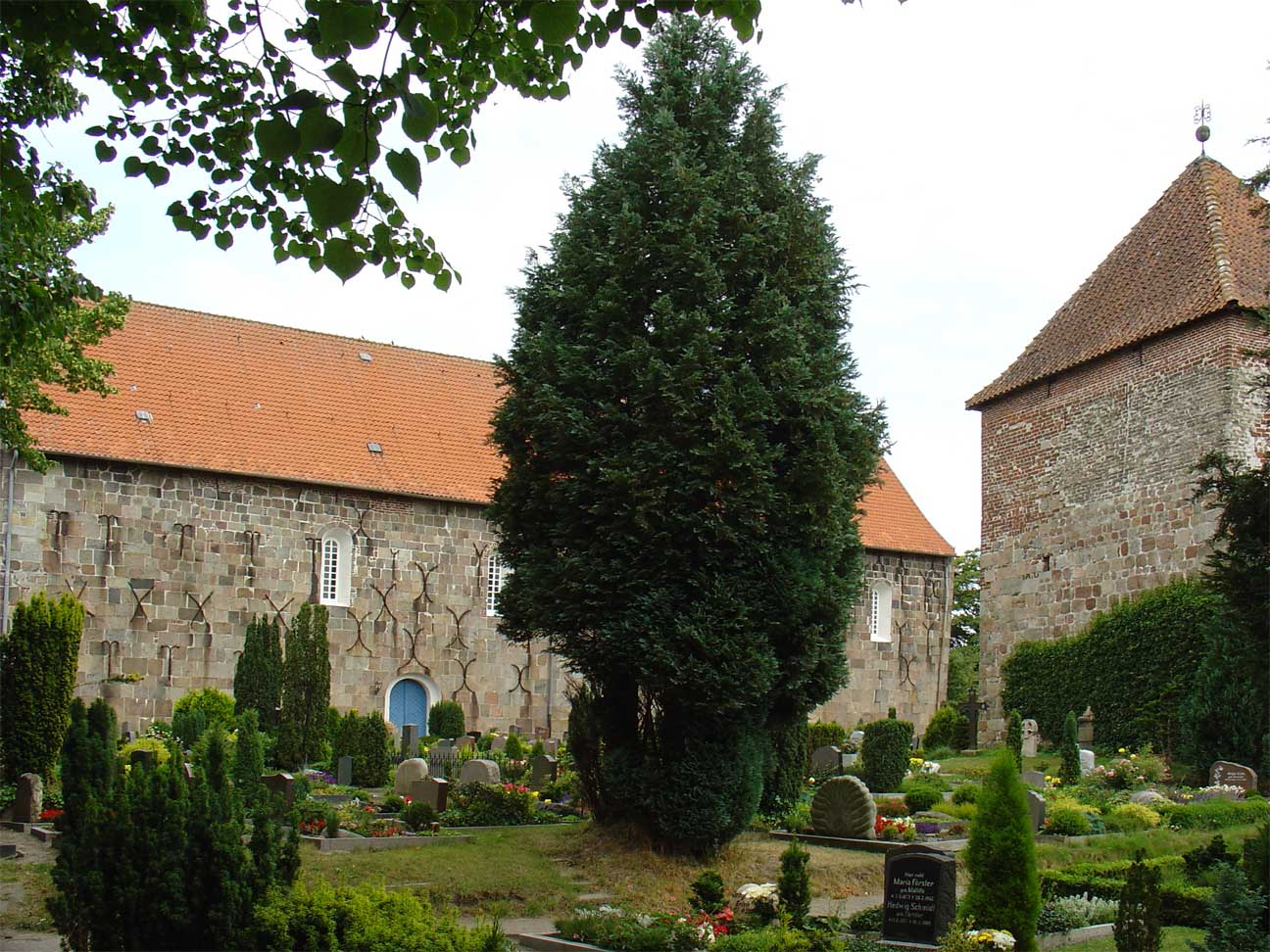
St.-Florian-Kerk Sillenstede
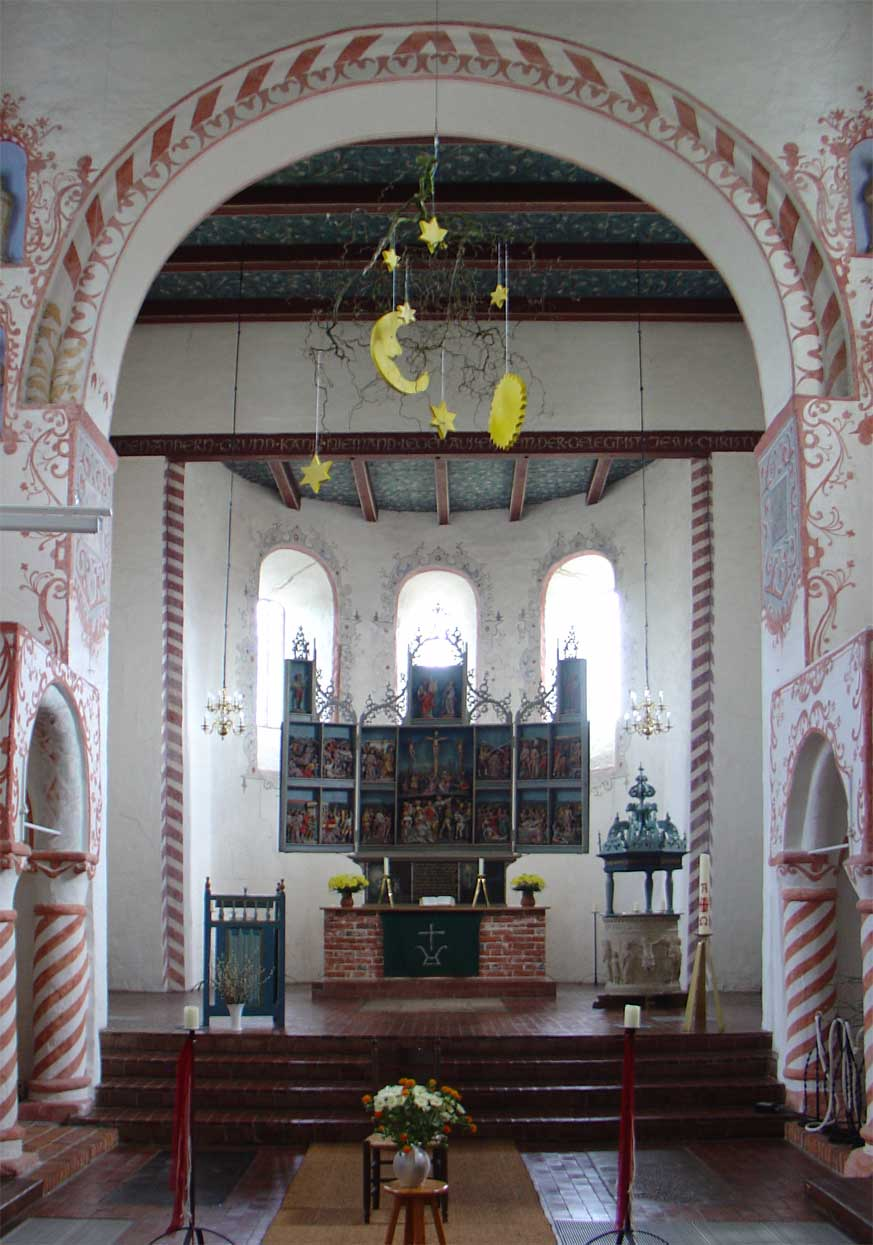
Triomfboog met cibories en retabel in de St.-Florian-Kerk Sillenstede
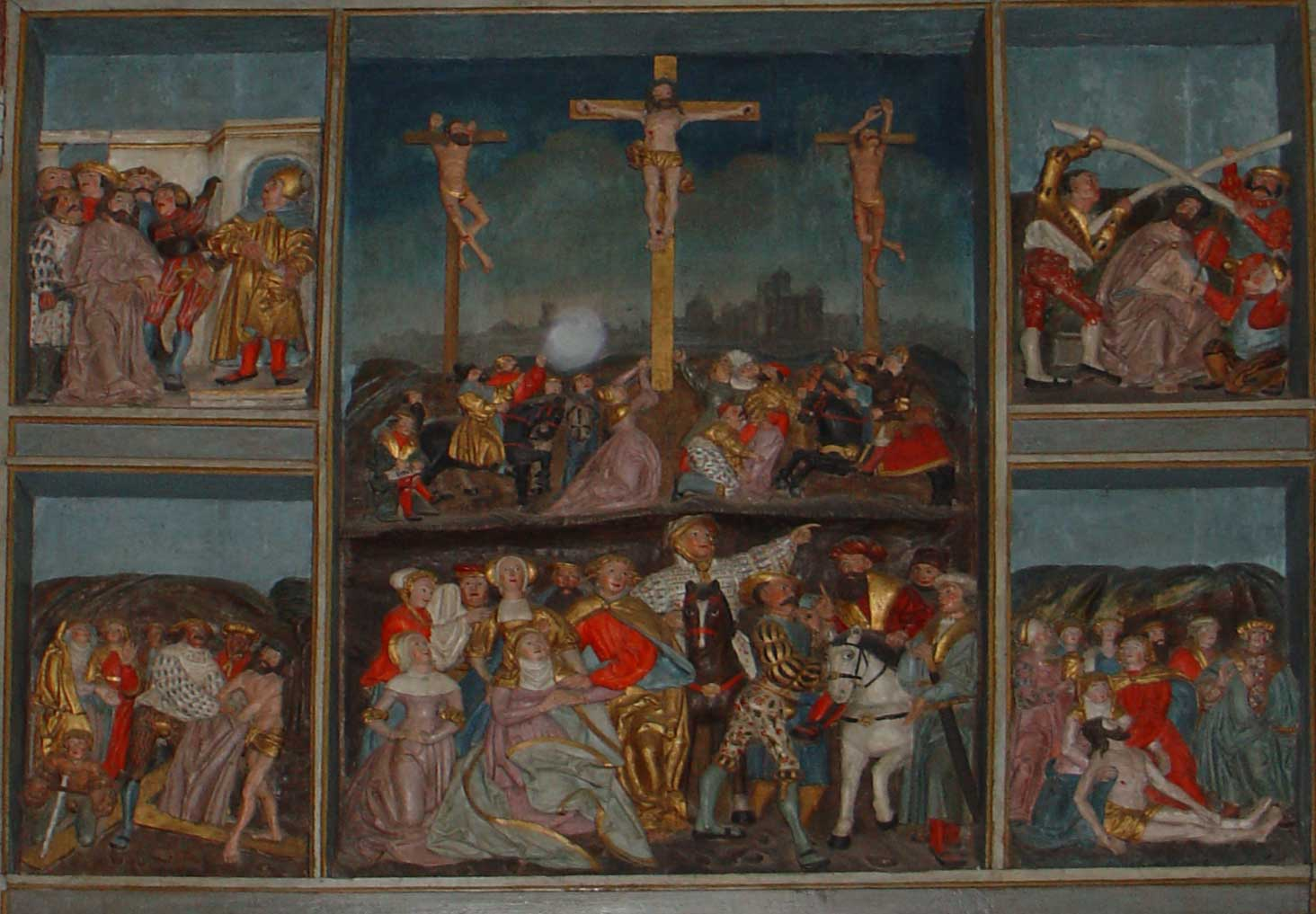
Middenpaneel van het retabel in de St.-Florian-Kerk Sillenstede

Het stadsdeel Sillenstede ligt in het noorden van het stadsgebied en grenst daar aan Wangerlandse dorpen.
Voor het eerst werd de vestiging in 1138 als Celensteda in een document van het Vaticaans archief genoemd. Via de afleidingen Zelandsteda (1350), Szelinstede (1354) en Tzillenstede ontwikkelde zich de naam tot Sillenstede. De kerk werd in 1233 voltooid. Vanuit Sillenstede begon een twist tussen Ostringers en Wangerers met als resultaat dat er in Schortens een kerk werd gebouwd. De Sint-Floriaankerk (Sillenstede) werd pas in 1233 voltooid en is met 48 meter de grootste van granietblokken gebouwde kerk van Friesland. De kerk werd opgedragen aan St. Florian, de beschermheilige bij brand en watersnood. Sinds de Reformatie (16e eeuw) is de kerk evangelisch-luthers.
Tot het kerspel Sillenstede behoorden ook kleinere dorpen, waaronder de huidige stadsdelen Grafschaft, Glarum en Moorhausen. Na de Tweede Wereldoorlog kwam ook Accum in het kader van een gebiedsherindeling bij Sillenstede. In 1972 werd de gemeente Sillenstede een deel van Schortens.
Tegenwoordig wonen er rond de 2.200 mensen in Sillenstede. Er zijn een peuterschool en een basisschool, een brandweerkazerne en kleine winkels.
In 1899 werd de schilder Arthur Eden in Sillenstede geboren. In Sillenstede is een plein naar hem vernoemd.

### Grafschaft
In het jaar 1585 werd voor het eerst het landgoed Barkel vermeld, dat toen rond de 100 hectare groot was. De naam van de eigenaar was Meno to Barkel, die echter altijd Peter Grave ("de graaf") werd genoemd, en later werd deze naam aan het hele dorp gegeven. Barkel heette toen Grafschaft ("graafschap").
In de jaren zestig van de twintigste eeuw groeide de bevolking van Grafschaft doordat de drinkwaterwinningsinstallatie Feldhausen werd gebouwd. Het personeel verhuisde naar Grafschaft, later kwamen ook mensen uit Wilhelmshaven en Jever die niet langer in de stad wilden wonen. Grafschaft wordt omgeven door bossen en meertjes (Pöttkenmeer, Barkeler Wald) en is daarom ook een geliefde recreatiebestemming. Er is een basisschool in Glarum en een winkelcentrum in het dorpscentrum.
Sinds 1961 vindt elk jaar in september het Brunnenfest ("bronfeest") in Grafschaft plaats. Grafschaft telt rond de 1.500 inwoners.

### Accum

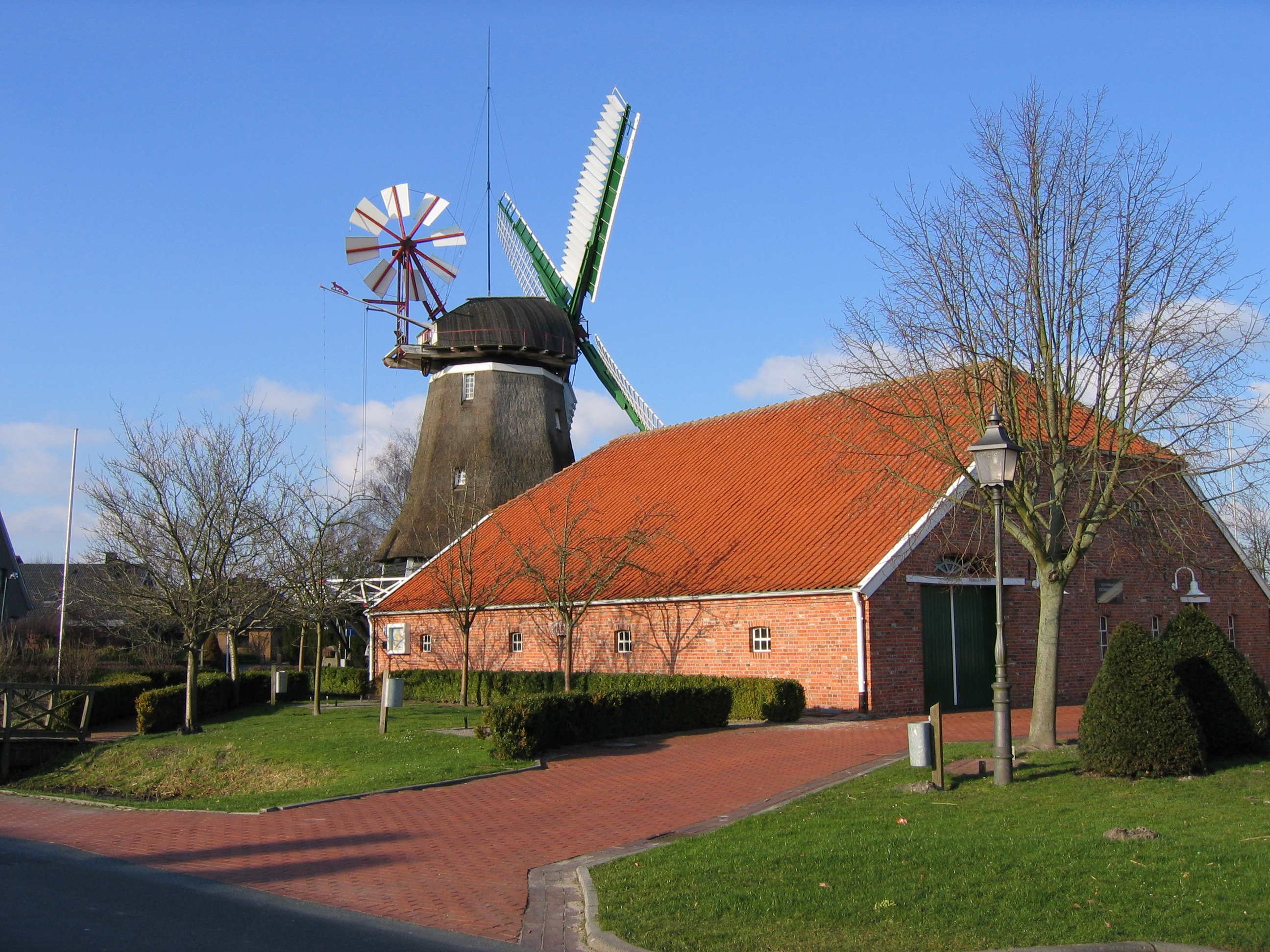
De Accumse molen
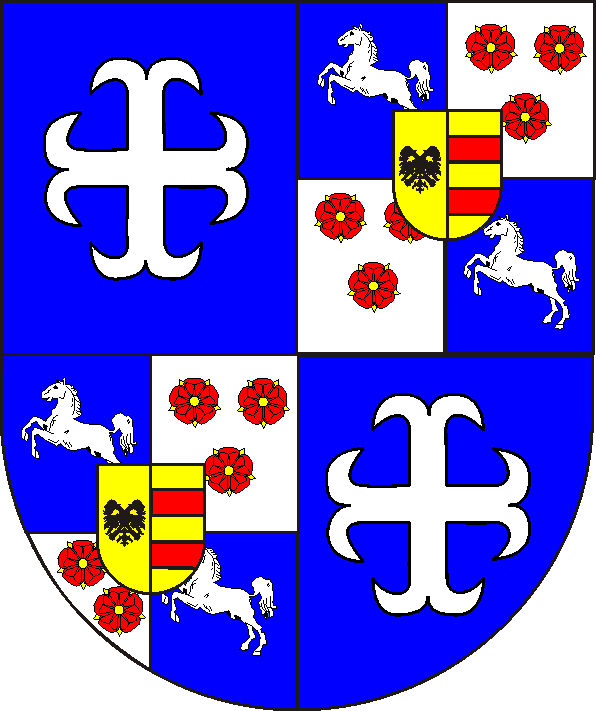
De graaf van Aldenburg-Bentinck

Accum is een dorpje met ruim 1000 inwoners dat net tussen Schortens en Wilhelmshaven ligt. De naam is waarschijnlijk afgeleid van het Friese ak (dijkovergang) en hem (heem, thuis). Accum (ook acumb of Akem) betekent dus thuis aan het water, wat nog naar de tijd voor de inpolderingen van het huidige Wangerland verwijst. Rond 840 wordt Accum voor het eerst in een kerkkroniek vermeld, omdat de bisschop Ansgar van Bremen de St.-Willehadkerk liet bouwen. Aan de huidige Pingelei lag vroeger een kleine haven. Rond 1340 vernietigde de Friese hoofdeling Edo Wiemken de Glarenburg (Glarum) en vermoordde de hoofdeling van Accum, Wilmet Tannen. Hij gaf het veroverde Accum aan Popke Ihnen van Innhausen. In 1496 komt Accum in het bezit van de Heerlijkheid Kniphausen onder Fulf van Innhausen. De Fulfstraat achter de kerk getuigt nog tot op de huidige dag van de functie van de Accumse kerk als hofkerk. In 1526 voert Tido van Knyphausen het gereformeerde geloof in. De Accumse kerk blijft tot op vandaag een evangelisch-gereformeerde enclave in een evangelisch-luthers gebied. In 1746 werd de tweede molen gebouwd, de eerste zou verder in het oosten hebben gestaan, vlak bij de huidige Pingelei. Van 1804 tot 1807 was de heerschappij Knyphausen een onafhankelijke zeestaat met eigen vlag en munteenheid, en dus niet door het Napoleontische leger bezet. Van 1807 tot 1813 is het in Hollands, Frans en Oldenburgs bezit. In 1825 werd Knyphausen weer onafhankelijk. Graaf Bentinck van Knyphausen verkondigt: "De nieuwe tijd kwam met macht over Knyphausen." Hij zorgt voor een reorganisatie en modernisering van de heerschappij Knyphausen en Innhausen. In 1836 bevrijdden Accumse en Fedderwardense burgers hun bezette hoofdstad Knyphausen. In 1854 werd Knyphausen voor 500.000 taler aan Oldenburg verkocht.
Tijdens de Oldenburgse heerschappij wordt de gemeente Accum opgericht. Ze omvat Accum, Langewerth, Antonslust, Rundum en Accumersiel. In 1933 wordt de gemeente met Sillenstede en Knyphausen in de groot-gemeente Knyphausen samengevat. In 1972 komen Langewerth en Knyphausen aan de stad Wilhelmshaven, terwijl Sillenstede, Grafschaft en Accum bij de gemeente Schortens worden aangesloten. Bezienswaardigheden van Accum zijn de molen en de kerk. Bovendien is er een brandweerpost en een golfbaan in Accum.

### Roffhausen

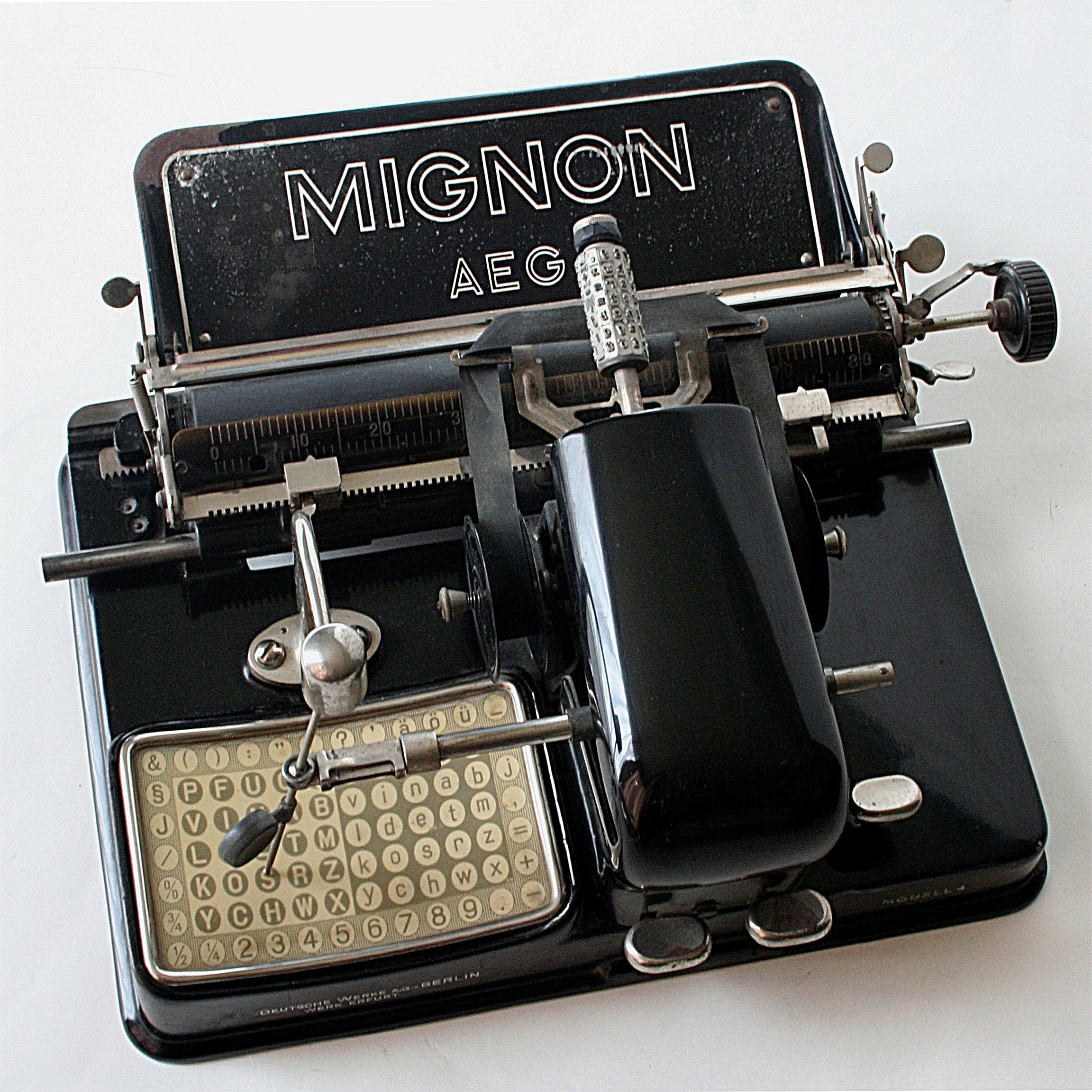
Een typemachine van Olympia "AEG Mignon", 1924

Roffhausen is een straatdorpje aan een oude dijk van de Maade. Aan het oostelijke eind van het dorp is het voormalige landbezit van de hoofdelingen van Roffhausen. Een van hen draagt de naam Hobbie. De naam Roffhausen wordt het eerst vermeld in een document van 1517. Het gaat om een rechtsstrijd tussen de predikant te Schortens en de gemeente. Er wordt een Joleff tho roeffhusen als getuige genoemd. Roffhausen werd in de naoorlogse tijd heel belangrijk voor de gemeente Schortens omdat de Olympia-fabrieken hier werden opgericht, de grootste fabrikant van schrijfmachines in Duitsland. In 1957 werkten er rond 12.000 mensen. In 1961 was de helft van alle geproduceerde typemachines van het merk Olympia. Met de ontwikkeling van de moderne computer begon echter de neergang van het bedrijf. In 1991 werd het gesloten.

### Middelsfähr
Middelsfähr ligt in het uiterste zuidoosten van de stad en wordt van Roffhausen door de B210 gescheiden. In de middeleeuwen bevond zich hier een van drie veren over de Maade. Deze rivier was al eeuwenlang de grens tussen de Friese gouwen Östringen (het huidige gebied van Schortens en het Jeverland) en Rüstringen (het huidige Wilhelmshaven). Van de drie veren over de Maade was Middelsfähr wellicht het 'middelste'. In 1905, toen Middelsfähr nog als een deel van Roffhausen werd beschouwd, woonden er 59 mensen. Tegenwoordig heeft het iets meer dan 1.000 inwoners.
Na de TweedeWereldoorlog hoorde Middelsfähr bij Sande. Daar waren de inwoners het echter niet mee eens en er vond een referendum plaats. Naar aanleiding van het resultaat daarvan kwam Middelsfähr op 1 oktober 1951 weer bij de gemeente Schortens.

### Addernhausen
In het jaar 1587 werd Addernhausen voor het eerst met drie huizen vermeld. Het is een dorpje dat in het uiterste westen tegen de stad Jever aanligt. De naam komt wellicht van ad/od (Fries voor piek of punt) met betrekking tot de ligging op de uiterste punt van de Jeverse geestgrond. Pas in het begin van de twintigste eeuw - er waren tot dan toe maar twee huisjes bijgekomen - begon Addernhausen te groeien. Er werden typisch Friese boerderijen gebouwd. Vanaf de oprichting van de Fliegerhorst in Upjever (1936) kwam het personeel gedeeltelijk ook in Addernhausen wonen.

### Upjever
Upjever was in de middeleeuwen vermeld als bezitting van Maria von Jever. Ze had hier een zogenaamd grashuis - een landbouwbedrijf, waar vee werd gefokt. Ook het productiebos Upjeversche Forst, het grootste bosgebied van de stad Schortens, werd op last van Maria von Jever aangelegd. In 1935 veranderde Upjever zijn rustiek karakter toen het militaire vliegveld Fliegerhorst Upjever werd opgericht. Daarmee steeg ook het inwonertal van Upjever.

### Schoost
Het met 150 inwoners kleinste deel van Schortens vierde in 1999 zijn 875ste verjaardag. In een document van Paus Calixtus II werd Schoost (van het Friese sco = bos, horst = droge heuvel in het moerasland) in 1124 voor het eerst vermeld. Schoost hoorde bij het land van het klooster Rastede dat in 13 dorpen was onderverdeeld. Eén daarvan is het toenmalige Scohorst. In het jaar 1886 werd de straatweg van Dose via Schoost naar Schortens aangelegd.

## Bevolkingsontwikkeling
| jaar   | inwoners |
| ------ | -------- |
| 1791   | 1.130    |
| 1816   | 1.356    |
| 1871   | 1.770    |
| 1890   | 1.865    |
| 1910   | 3.272    |
| 1925   | 4.052    |
| 1939   | 5.484    |
| 1946   | 7.690    |
| 1950   | 7.980    |
| 1961   | 9.805    |
| 1964   | 10.545   |
| 1969 ¹ | 17.070   |
| 1970 ¹ | 18.154   |
| 1972   | 18.745   |
| 1974   | 20.100   |
| 1978   | 20.282   |
| 1982   | 19.952   |
| 1986   | 20.020   |
| 1990   | 19.485   |
| 1994   | 20.527   |
| 1998   | 21.282   |
| 2002   | 21.320   |
| 2006   | 21.132   |
| 2007   | 21.171   |

¹ Samen met de gemeente Sillenstede

## Cultuur

### Sport

#### Hardlopen
In Schortens vindt elke augustus de Internationale Jever-Fun-Lauf plaats, een loop over 10 Engelse mijl (16,09 km), waaraan altijd bekende nationale en internationale hardlopers deelnemen. Het evenement wordt door de bierbrouwerij Jever gesponsord. De route gaat langs de Menkestraße, de Kirchstraße, de Klosterstraße en de Mühlenweg. De finish is bij het Bürgerhaus.

#### Voetbal
Met Pinksteren vindt elk jaar het voetbaltoernooi Nordfrostcup in het Klosterparkstadion te Schortens plaats.
Er zijn meerdere voetbalclubs in Schortens, waaronder Heidmühler FC. Haar thuiswedstrijden vinden of in het Stadion an der Beethovenstraße of in het Klosterparkstadion plaats. De Heidmühler FC is lid van de Niedersächsische Fußballverband e.V. Andere sportclubs zijn de TuS Glarum, de TuS Oestringfelde, Olympia Roffhausen, de TuS Sillenstede en de SV Middelsfähr Mariensiel.

#### Bowling
In Schortens is het Friesland Bowling Center gevestigd.

### Muziek en uitgaansleven
Elke zomer vindt op de Roter Platz voor het Bürgerhaus een keer per week Umsonst & draußen plaats: de hele zomer treden verschillende zangers en groepen in Schortens op. De concerten zijn gratis en heel geliefd onder de Schortenzers.
De Nachtschicht in Oud-Schortens is de enige discotheek in het stadsgebied. Ze heette vroeger In't Dörp en is ook aantrekkelijk voor jongeren uit Jever, het Wangerland en Wilhelmshaven. Er wordt popmuziek en rockmuziek gedraaid. Elk jaar op 27 december vindt de grote verloting van een auto in de Nachtschicht plaats. Ook voor Schortenzers die naar elders zijn verhuisd is deze datum een vaste afspraak in de agenda's.
Op onregelmatige tijden vinden concerten en optredens in het Café Henry in Heidmühle en in het Fair Café in Grafschaft plaats.
Meer dan 300 culturele evenementen vinden per jaar in het Bürgerhaus Schortens plaats.

### Educatie
Er is een bibliotheek in het Bürgerhaus van Schortens. Ze is qua aantal documenten de grootste in Friesland.
Aan de Volkshochschule Schortens is een groot aanbod aan cursussen. Naast praktijkcursussen kunnen er ook taalcursussen Arabisch, Deens, Engels, Frans, Italiaans, Nederlands, Nederduits, Portugees, Russisch, Spaans, Zweeds gevolgd worden.

### Talen

#### Jeverlander Fries

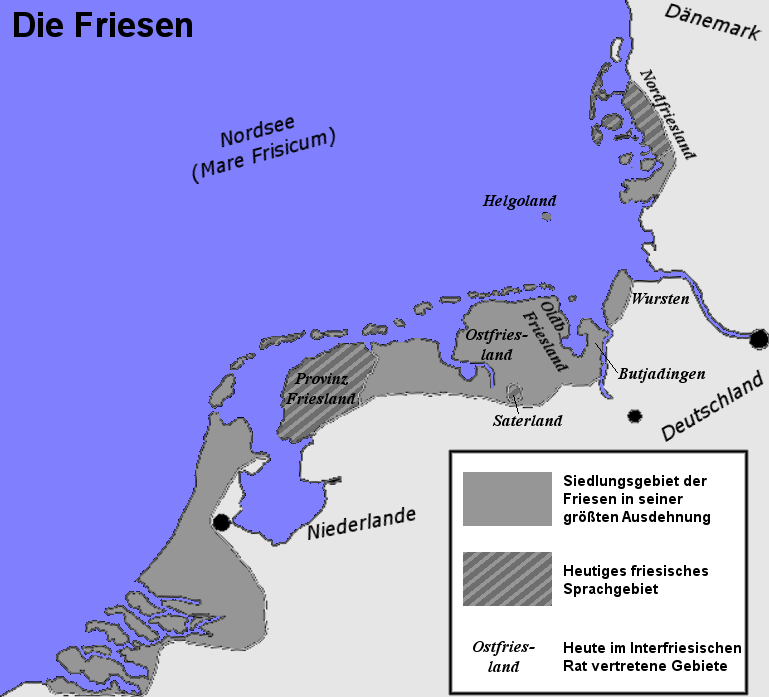
Oldenburgs-Friesland in het oorspronkelijke taalgebied van de Friese talen

Het huidige stadsgebied van Schortens behoort tot het oorspronkelijke taalgebied van het Fries, strikt genomen van de Wezerfriese tak van het Oost-Fries. Tussen 1500 en 1550 begon het proces van de ontfriezing ten voordele van het Nederduits. In het rustieke Schortens bleef de Friese taal waarschijnlijk iets langer bewaard dan in de burgerlijke kringen van de steden. In het jaar 1568 overleed de laatste pastoor van het Jeverland, Minnert Focken. In deze tijd stierf waarschijnlijk ook het Fries in Schortens uit. Het Jeverlânsk (Jeverlander Fries), dat in Schortens werd gesproken, hoorde bij het Harlinger Fries.

#### Oldenburgs Plat
Begin zestiende eeuw werd het Fries verdrongen door het Nederduits, strikt genomen door de Oldenburgse variant van het Noord-Nedersaksische Plat. Het Oldenburgs Plat in het Jeverland vertoont veel overeenkomsten met het Oostfries Plat. Het is echter heel opvallend dat ze in Schortens snaken terwijl ze westelijk van Jever proten. Hoewel er vanaf de jaren 1990 weer een nieuw bewustzijn voor de Nederduitse taal ontstond wordt het vandaag alleen nog door de oudere generatie in Schortens gesproken. Aan de basisscholen worden de kinderen in het kader van lessen Heimatkunde vertrouwd gemaakt met de Nederduitse taal. Er vindt ook een regionale leeswedstrijd plaats.
Sommige Nederduitse woorden konden hun weg in de Hoogduitse omgangstaal van Schortens en het Jeverland vinden: Moin! (ndl. Dag!, dt. Hallo!), düster (ndl. donker, dt. dunkel), dröge (ndl. droog, dt. trocken), schnacken (ndl. praten, dt. reden), büdel (ndl. zakje, buidel, dt. Beutel) enz.

#### Noord-Duits Hoogduits
Aan het begin van het twintigste eeuw verdrong het Hoogduits het Nederduits eerst in de school, kerk, literatuur en wetenschap, later ook in de familiaire omgang. In Schortens vond deze ontwikkeling iets later plaats. De rond 4.000 Heimatvertriebene uit de voormalige Duitse Oost-gebieden, die in de jaren vijftig naar Schortens kwamen, versnelden deze ontwikkeling. Tegenwoordig wordt er in Schortens een duidelijk Noord-Duits gekleurde variant van het Hoogduits gesproken. In de rest van Duitsland wordt het Hoogduits in de deelstaat Nedersaksen echter als redelijk dialektfrei ervaren.

### Religies
- Evangelisch-Lutherse Kerk in Schortens, Heidmühle, Roffhausen, Middelsfähr en Sillenstede
- Evangelisch-gereformeerde Kerk in Accum
- Rooms-Katholieke Kerk in Heidmühle
- Kerkgenootschap der Zevendedags Adventisten in Heidmühle
- Nieuw-Apostolische Kerk in Heidmühle

Hoewel er geen Joodse gemeenschap meer in Schortens is, is er nog steeds een Joodse begraafplaats bewaard gebleven. Die bevindt zich tussen de Menkestraße en de Grüner Weg en omvat 45 grafstenen. De oudste is van 1908, de nieuwste van 1979. Joodse Schortenzers zijn vandaag de dag lid van de Joodse Gemeente Oldenburg.

## Politiek

### Gemeenteraad (Stadtrat)
Uitslag van de gemeenteraadsverkiezingen 12 september 2021:
| Partij                                            | Percentage v.d.stemmen | Aantal zetels | Verandering stemmen t.o.v. '16 | Verandering zetels t.o.v. '16 |
| ------------------------------------------------- | ---------------------- | ------------- | ------------------------------ | ----------------------------- |
| SPD                                               | 34,54 %                | 12            | − 2,02 %                       | 0                             |
| CDU                                               | 31,33 %                | 11            | + 3,15 %                       | + 1                           |
| Bündnis 90/Die Grünen                             | 14,46 %                | 5             | + 3,44 %                       | + 1                           |
| Freie Bürger                                      | 11,04 %                | 4             | + 11,04 %                      | + 4                           |
| FDP                                               | 6,36 %                 | 2             | + 0,21 %                       | 0                             |
| Linke                                             | 1,20 %                 | 0             | + 1,20 %                       | 0                             |
| Basisdemokratische Partei Deutschland (Die Basis) | 1,06 %                 | 0             | + 1,06 %                       | 0                             |

Het aantal zetels is gestegen van 28 tot 34. Een gemeente heeft in Nedersaksen 34 raadsleden, exclusief de in de raad ook stemgerechtigde burgemeester, als deze gemeente tussen 20.000 en 25.000 inwoners heeft.
De opkomst bedroeg 57,1% van de kiesgerechtigden.

### Burgemeester

Burgemeestersreferendum 2004

Burgemeester van Schortens is momenteel de partijloze Gerhard Böhling. Hij volgde in november 2004 Herbert Lahl (CDU) op en is de eerste professionele burgemeester. In mei 2019 werd hij opnieuw herkozen.

### Wapen

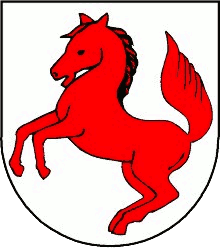
Het wapen van de stad Schortens

Het wapen van de stad Schortens toont een rood, springend paardje met een opstaande staart op witte grond, vergelijkbaar met het Nedersaksische wapen (wit paardje op rode grond). Het wapen van Schortens heeft wellicht betrekking tot de paardenfokkerijen van de Oestringers in de middeleeuwen, die toen al internationaal bekend waren. Een andere hypothese is, dat een legende over een "wonderpaard", waarmee een Schortenzer in de middeleeuwen door heel Europa reisde, de aanleiding voor het wapen is. Dat is ook de officiële toelichting van de gemeente, toen het wapen op 21 april 1948 werd voorgesteld.
Het springende paard was ook al het wapendier van de Grootgemeente Östringen van 1933 tot 1945.

## Partnersteden
- Nagybajom (Hongarije)
- Pieszyce (Polen)

## Economie, infrastructuur

### Verkeer

Verkeerswegennet in Oost-Friesland

Schortens is door de Bundesautobahn 29 met het Duitse snelwegennet verbonden. De A29 gaat in zuidelijke richting via Varel naar Oldenburg. Op het gebied van de stad Schortens kruist de snelweg de Bundesstraße 210. Deze weg loopt van oost naar west en verbindt Schortens oostwaarts met Wilhelmshaven en westwaarts met Jever, Aurich en Emden. De planning van een rondweg in de B210, zoals die in Jever al bestaat, is begonnen. Bovendien is er in Schortens het station Schortens-Heidmühle, waardoor Schortens met Wilhelmshaven, Sande, Jever, Wittmund, Burhafe en Esens direct is verbonden. Het vervoer wordt verzorgd door de NordWestBahn. (Zie ook Ostfriesische Küstenbahn, Spoorlijn Sande - Jever.)

### Schortenzer bedrijven
Na de Tweede Wereldoorlog werd Olympia Werke AG in de voormalige gebouwen van de Wilhelmshavense marinewerf in Roffhausen opgericht. In dit bedrijf werkten op een bepaald ogenblik meer dan 12.000 mensen. Wegens economische problemen werd dit bedrijf in 1992 echter gesloten. Tegenwoordig zijn er op het voormalige terrein van de Olympia Werke AG circa 60 verschillende bedrijven gevestigd (verenigd in het Technologie Centrum Nordwest) met ongeveer 2.000 medewerkers.
Schortens participeert in het Wilhelmshavener JadeWeserPort-havenproject.
Op het nieuwe bedrijfsterrein aan de B210 bevindt zich het Europese hoofdkantoor van de Nordfrost-groep, een bedrijf dat in 1975 werd gesticht en dat circa 1.200 medewerkers in 29 plaatsen in Duitsland, Denemarken en Nederland in dienst heeft. Nordfrost is een transport-, opslag- en overslagbedrijf van met name diepvriesproducten en bij lage temperaturen bewaard fruit. Het bezit opslagruimte in JadeWeserPort. Ook Meienburg GmbH heeft haar hoofdkantoor in de Branterei te Schortens. Dit bedrijf verkoopt noten, chocolade en gedroogde vruchten in Duitsland en overige landen in Europa.

### Scholen en kinderdagverblijven
| - Secundair onderwijs - Hauptschule Schortens - Realschule Schortens - Mariengymnasium Jever (locatie Schortens) - Primair onderwijs - Grundschule Schortens - Grundschule Heidmühle - Grundschule Oestringfelde - Grundschule Jungfernbusch - Grundschule Glarum - Grundschule Sillenstede - Grundschule Roffhausen | - Peuterscholen - Kommunaler Kindergarten Schortens - Ev. Kindergarten Heidmühle - Kommunaler Kindergarten Sillensteder Spatzennest - Kommunaler Kindergarten Oestringfelde "Abenteuerland" - Kommunaler Kindergarten „Glarumer Mäuseland“ - Kath. Kindertagesstätte Roffhausen - Evangelische Kindertagesstätte Roffhausen - Waldkindergarten "Die Trolle" - Volksuniversiteit - Kreisvolkshochschule Friesland (locatie Schortens) |

## Bekende Schortenzers
- Heinrich Georg Ehrentraut * 1798 in Jever, † 1866, Duitse jurist en linguïst
- Johann Ludwig Hinrichs * 3 juli 1818 in Jever, † 1901 in Elbing, oprichter van de Duitse baptistengemeente
- Martin Bücking * 20 maart 1868 in Oldenburg; † 8 maart 1954 in Hamburg, Duitse pastoor en schrijver
- Johann Janssen * 22 december 1895 in Schortens, † 18 september 1983 in Wilhelmshaven, Duitse politicus
- Arthur Eden * 25 maart 1899 in Sillenstede, † 3 november 1977, Duitse schilderer
- Jürgen Nicolai * 24 oktober 1925 in Neidenburg, † 29 maart 2006 in Schortens, Duitse ornitholoog
- Dettmar Coldewey, Duitse cartograaf
- Gerd Hergen Lübben * 31 mei 1937 in Sillenstede, Duitse journalist en schrijver
- Bruno Kasdorf * 25 oktober 1952 in Heidmühle, Duitse generaal
- Yulian Ide * 19 mei 1987 in Schortens, Duitse schrijver
- Steffen Puttkammer * 30 september 1988 in Wilhelmshaven, Duitse voetballer
- Sebastian Polter * 1 april 1991 in Wilhelmshaven, Duitse voetballer
- Kai Pröger * 15 mei 1992 in Wilhelmshaven, Duitse voetballer
- Tobias Ahrens * 9 april 1993 in Henstedt-Ulzburg, Duitse voetballer

- Gemeinsame Normdatei: 4198661-1
- MusicBrainz: 90f5c21e-75fa-4935-8309-f431d285383f
- Virtual International Authority File: 139620545

Bockhorn · 
Jever · 
Sande · 
Schortens · 
Varel · 
Wangerland · 
Wangerooge · 
Zetel